# Játszd újra, Sam! (film)
A Játszd újra, Sam! (eredeti angol cím: Play it Again, Sam) 1972-ben bemutatott amerikai romantikus filmvígjáték, amelyet Herbert Ross rendezett Woody Allen forgatókönyvéből. A főszerepet Woody Allen és Diane Keaton alakítja. Egy nemrég elvált fiatal filmkritikus legjobb barátja és annak felesége biztatására beleveti magát a nagyon mérsékelten sikeres párkeresésbe, melynek során Humphrey Bogart szellemétől, mint elképzelt jóbaráttól is tanácsokat kap. A filmben számos utalás történik az 1942-es Casablanca filmre, címét is annak egy jelenete után kapta (Play it, Sam — Játszd el, Sam).

## Cselekmény
Allan, az alacsony, vékonydongájú, kissé neurotikus, nem egy kifejezetten férfiideál filmkritikus éppen túl van a váláson. Felesége két év házasság után mosolyogva hagyta el egy buta, de erős és izmos motoros kedvééért. A film kezdetekor magányát enyhítendő moziban ül, ahol kedvenc filmjét, a Casablancát adják. Sokadszorra is lenyűgözi a híres zárójelenet, amelyben a Humphrey Bogart alakította Rick saját érzéseit háttérbe szorítva felülteti a repülőgépre Ingrid Bergman alakította szerelmét. Allan tisztában van vele, hogy sem testileg, sem lelkileg nem túl férfias jelenség. Pszichiáterhez jár, sokszor elképzeli, hogy példaképe, a mindig lezser, kissé cinikus, filmbéli Rick mellette van és tanácsokat ad számára a nőkkel való ismerkedéshez.  
Legjobb, vagy talán egyetlen barátja Dick, a mindig elfoglalt és úton lévő üzletember, akinek felesége, a kedves és jóindulatú Linda veszi pártfogásába. Egymás után hozza össze a barátnőivel és kollégáival, de a félénk és ügyetlen Allan idegességében minden alkalmat elpuskáz, a randevúkból csúfos kudarc lesz. Folyamatosan a legjobb szándékkal, de sikertelenül próbál Allan számára partnert találni, eközben egyre több időt töltenek együtt és egyre közelebb kerülnek egymáshoz. 
Egy este, mikor Dick szokásos üzleti útján van, összejönnek egymással. Elhatározzák, hogy a nő elhagyja az őt szerető, de az üzlet miatt elhanyagoló férjét. Dick is sejt valamit, üzleti útját megszakítva váratlanul hazaérkezik. Attól tart, Linda megcsalta, ami persze nem is lenne csoda, hiszen többet van távol, mint vele. Fogadkozik, hogy ezentúl mindent jóvá tesz, mert Linda nélkül nem tud élni, azt is szeretné, ha ezentúl ő is elkísérné útjaira. Allan nem meri elmondani neki, hogy ő a csábító, mivel lelkiismeret-furdalása van barátja miatt. 
Dick kénytelen visszaindulni a megszakított üzleti út helyszínére. Mindketten külön-külön taxival utána erednek a repülőtérre. Linda elmondani férjének viszonyukat, Allan pedig megakadályozni ezt. A Casablanca filmhez hasonlóan az éjszakai repülőtéren, az induló gép mellett futnak össze a szálak. Linda végül bevallja Allannek, hogy bár őt szereti, mégsem képes Dicket elhagyni, mert a férfinak szüksége van rá. Allan kegyes hazugságként csak annyit árul el Dicknek, hogy bár valóban beleszeretett a feleségébe, a szerelem egyoldalú és viszonzatlan maradt, nem történt közöttük semmi. 
Allan ugyan a barátság és becsület miatt lemondott Lindáról, de megvalósíthatta régi álmát, végre valakinek elmondhatta Rick repülőtéri monológját a Casablancából. Dick és Linda kapcsolata rendeződik, végül együtt szállnak fel a gépre. 
A filmvégi repülőtéri jelenet a Casablanca zárójelenetének parafrázisa. A filmben – Allan képzeletében – számos alkalommal megjelenik Humphrey Bogart, azaz a filmbéli Rick viharkabátos, fedorakalapos alakja, aki kommentálja a történteket, valamint az aktuális helyzetnek megfelelő jótanácsokkal is ellátja őt.

## A film címéről
Az 1942-es Casablanca film 31. és 33. perc közötti jelenetében Ilsa megkéri a Párizsből ismert bárzongoristát, hogy játssza el a számára kedves As Time Goes By (Ahogy múlik az idő) című  dalt.
- Play it once, Sam ... Play it, Sam... Play As Times Goes By
- Játszd el egyszer, Sam ... Játszd el, Sam ... Játszd az Ahogy múlik az időt!
A „Play it again, Sam (Játszd újra, Sam!)“ szövegváltozat a közvélekedéssel ellentétben nem szerepelt az eredeti filmben. 

## Szereplők
| Színész       | Szerep          | Magyar hang        | Magyar hang        |
| Színész       | Szerep          | 1. szinkron (1974) | 2. szinkron (1999) |
| ------------- | --------------- | ------------------ | ------------------ |
| Woody Allen   | Allan Felix     | Zana József        | Kerekes József     |
| Diane Keaton  | Linda Christie  | Egri Márta         | Kisfalvi Krisztina |
| Tony Roberts  | Dick Christie   | Tahi Tóth László   | Forgács Péter      |
| Jerry Lacy    | Humphrey Bogart | Haumann Péter      | Végvári Tamás      |
| Susan Anspach | Nancy Felix     | Pálos Zsuzsa       |                    |
| Jennifer Salt | Sharon          |                    | Kiss Erika         |